# Sarax bilua
Espèce
Sarax bilua est une espèce d'amblypyges de la famille des Charinidae.

## Distribution
Cette espèce est endémique des Îles Salomon. Elle se rencontre sur Vella Lavella.

## Description
La carapace de la femelle holotype mesure 2,95 mm de long sur 3,85 mm.

## Publication originale
- Miranda, Giupponi, Prendini & Scharff, 2021 : « Systematic revision of the pantropical whip spider family Charinidae Quintero, 1986 (Arachnida, Amblypygi). » European Journal of Taxonomy, no 772, p. 1–409 (texte intégral).